# TerraMaster
TerraMaster Techonology Co., Ltd. (chinois : 铁威马; pinyin : tiě wēi mǎ) est une société chinoise spécialisée dans les logiciels, le stockage en attachement réseau (NAS) et le stockage en attachement direct (DAS). Son siège se trouve à Shenzhen, Guangdong, en Chine.Ses principaux pairs et concurrents comprennent Synology et QNAP, des entreprises taïwanaises reconnues également spécialisées dans le stockage de données sur ordinateur,.

## Histoire
TerraMaster a été fondée à Shenzhen en Chine en 2010. Elle est une marque professionnelle qui se concentre sur les produits liés au stockage tel que le stockage en attachement réseau et le stockage en attachement direct.
Le nom TerraMaster a été trouvé à partir du préfixe grec téra- et du mot anglais master[réf. nécessaire].

## Produit
Les produits TerraMaster sont vendus dans plus de 40 pays.Ses principaux produits se concentrent sur le stockage en attachement réseau (NAS) et le stockage en attachement direct (DAS),.
- Stockage dans le cloud personnel/familial[8]
- Stockage en réseau pour les petites/moyennes entreprises[8]
- Serveur de stockage en réseau d'entreprise[9]
- Stockage RAID Familial/SOHO[10]
- Stockage RAID professionnel vidéo[6],[7]